# News Outdoor Group
News Outdoor Group - przedsiębiorstwo zajmujące się reklamą uliczną w Europie wschodniej, przedsiębiorstwo zależne od News Corporation. Obecnie przedsiębiorstwo ma ogólną liczbę ponad 90,000 miejsc reklam w krajach, które obsługują. Największy rynek dla News Outdoor Group jest Rosja gdzie jest ponad 60,000 miejsc w 96 miastach. Siedziba firmy mieści się w Moskwie.
Przedsiębiorstwo ciągle rozwija się w wielu wschodnich krajach europejskich wliczając w to Bułgarię, Czechy, Węgry, Polskę, Rumunię, Turcję i Ukrainę. News Outdoor również ostatnio rozwinął się w Izraelu i Indiach.
Główne produkty przedsiębiorstwa pojawiają się na billboardach, wiatach, na przejściach lotniskowych.

## Oddziały w innych krajach
- News Outdoor Bułgaria
- News Outdoor Czechy
- News Outdoor Węgry
- News Outdoor Indie
- News Outdoor Polska
- News Outdoor Rumunia
- News Outdoor Rosja
  - Mosgorreklama (50%)
- News Outdoor Turcja
  - Kamera Acikhava Reklamclik
- News Outdoor Ukraina
- Maximedia Izrael (67%)

## Oficjalna strona
- Oficjalna strona News Outdoor Group. newsoutdoor.com. [zarchiwizowane z tego adresu (2018-08-05)].
- Oficjalna strona News Outdoor Group Poland. newsoutdoor.pl. [zarchiwizowane z tego adresu (2007-12-12)].